# Симистер, Меган
Меган Симистер (англ. Meaghan Simister, 10 ноября 1986, Реджайна, Саскачеван) — канадская саночница, выступавшая за сборную Канады с 2000 года по 2010-й. Участница двух зимних Олимпийских игр, многократная призёрша национального первенства.

## Биография
Меган Симистер родилась 10 ноября 1986 года в городе Реджайна, провинция Саскачеван. Активно заниматься санным спортом начала в возрасте тринадцати лет, в 2000 году прошла отбор в национальную команду и стала принимать участие в различных международных соревнованиях. В сезоне 2003/04 дебютировала на этапах взрослого Кубка мира, заняв в общем зачёте восемнадцатое место, кроме того, впервые поучаствовала в заездах взрослого чемпионата мира, показав на трассе японского Нагано шестнадцатый результат. В следующем сезоне финишировала двадцать второй на мировом первенстве в американском Парк-Сити, а после окончания всех кубковых этапов расположилась в мировом рейтинге сильнейших саночниц на двадцать восьмой строке.
Благодаря череде удачных выступлений Симистер удостоилась права защищать честь страны на зимних Олимпийских играх 2006 года в Турине, планировала побороться там за медали, однако во время третьей попытки потерпела крушение и, получив незначительные повреждения, вынуждена была отказаться от дальнейшего участия в соревнованиях. Тем не менее, кубковый цикл, несмотря на травмы, смогла окончить на девятнадцатом месте.
На чемпионате мира 2007 года в австрийском Иглсе пришла к финишу восемнадцатой, тогда как в общем зачёте Кубка мира разместилась на двадцать третьей позиции. Через год на мировом первенстве в немецком Оберхофе заняла девятое место, и это лучший её результат на взрослых чемпионатах мира. В кубковом рейтинге по окончании сезона была двадцать восьмой. В 2009 году на чемпионате мира в американском Лейк-Плэсиде финишировала восемнадцатой, на Кубке мира показала тринадцатый результат, ещё через год — закрыла двадцатку лучших. Ездила соревноваться на домашние Олимпийские игры 2010 года в Ванкувер, но, несмотря на длительную подготовку к данной конкретной трассе, сумела добраться только до двадцать пятой позиции. Сразу после этой неудачи Меган Симистер приняла решение завершить карьеру профессиональной спортсменки, уступив место молодым канадским саночницам. Ныне вместе с семьёй проживает в городе Калгари, в свободное время любит читать и рисовать.